# Molophilus (Molophilus) setosistylus
Molophilus (Molophilus) setosistylus is een tweevleugelige uit de familie steltmuggen (Limoniidae). De soort komt voor in het Neotropisch gebied.